# Tyr (Album)
Tyr (auf dem Cover auch in Runenschrift TYR) ist das fünfzehnte Studioalbum der britischen Heavy-Metal-Band Black Sabbath. Es wurde im August 1990 veröffentlicht.

## Entstehung
Ein Jahr nach Headless Cross gingen Black Sabbath im Frühjahr 1990 erneut ins Studio, um den selbstproduzierten Nachfolger einzuspielen. Stilistisch wich das Album deutlich von vorangegangenen Alben ab, es enthielt viele düstere Keyboard-Passagen von Geoff Nicholls. Inhaltlich war es lose an die nordische Mythologie angelehnt, was auch der Albumtitel Tyr widerspiegelt.

## Rezeption
Martin Groß schrieb im Metal Hammer, Tyr sei „von den Songs her weniger griffig ausgefallen als sein Vorgänger, aber auch nicht als Aufguß zu sehen, sondern besticht vielmehr durch den Glanz, der von den überragenden Musikern ausgeht, die hier am Werke sind.“ Diese Qualitäten ließen „Tyr zu einer Platte werden, die die Balance zwischen Feeling und Originalität bestens einhält.“ Er vergab sieben von sieben möglichen Punkten. Das Album erreichte Platz eins des „Soundchecks“ im Metal Hammer mit einer Durchschnittsnote der Redakteure von 5,90 (von sieben).
In der Ausgabe 43 des deutschen Musikmagazins Rock Hard wird „TYR“ als „phantastisches und tolles Album“ beschrieben, das in Teilen „dämonisch“ und „düster“ klingt, aber auch Power-Metal-Parallelen besitzt. Allerdings fehle dem Album ein „revolutionärer Ansatz“. „TYR“ erhielt im Soundcheck 9 von 10 Punkten.
James Chrispell von Allmusic schreibt rückblickend, mit Tyr klängen Black Sabbath „so ernst, wie es nur möglich sei“. Ein schauriger Ansatz vermische sich mit „brechenden Gitarrenriffs“. Er vergab drei von fünf Sternen.

## Titelliste
Die Musik stammt von Black Sabbath, die Texte von Tony Martin.
1. Anno mundi (The Vision) – 6:12
2. The Law Maker – 3:54
3. Jerusalem – 3:59
4. The Sabbath Stones – 6:48
5. The Battle of Tyr – 1:08
6. Odin's Court – 2:42
7. Valhalla – 4:41
8. Feels Good to Me – 5:43
9. Heaven in Black – 4:05

## Trivia
Die Runen auf dem Cover wurden von dem Rök Runenstein in Schweden übernommen. Die mittlere Rune, algiz, wird mit den modernen Buchstaben x oder z übersetzt, nicht y.